# Antonio Cañizares Penalva
Antonio Cañizares Penalva (Hondón de las Nieves, 1895-Ciudad de México, 1966) fue un trabajador del calzado y de la minería, político y sindicalista socialista español.

## Biografía
Se trasladó con su familia siendo niño a Elche, donde en 1910 ya estaba afiliado a las Juventudes Socialistas de España, de las que fue presidente local más tarde. Afiliado al Partido Socialista Obrero Español (PSOE) y a la Unión General de Trabajadores (UGT), tras la crisis de 1917 y las huelgas desarrolladas por el sector alpargatero de la ciudad, fue encarcelado.
Entre 1919 y 1923 fue denunciado en dos ocasiones por sus publicaciones en los diarios ilicitanos del movimiento obrero, siendo juzgado, encarcelado y después desterrado en ambos casos una vez establecida la dictadura de Primo de Rivera. Se estableció entonces en la zona minera de Peñarroya y Pueblo Nuevo del Terrible. Regresó por breve espacio a Elche en 1927 y presidió la agrupación socialista. En 1928 marchó a Puertollano, donde fue elegido alcalde tras las elecciones de abril de 1931 que dieron lugar a la proclamación de la Segunda República.
Se presentó con la Conjunción Republicano-Socialista a las elecciones generales de 1931 por la circunscripción electoral de Ciudad Real, siendo elegido diputado. Su actividad parlamentaria se centró en la defensa de los derechos de los mineros y su posición beligerante en la revolución de 1934 le llevó a prisión. Fue liberado en 1936, participando como compromisario para la elección del Presidente de la República por la provincia de Alicante. Tras estallar la Guerra Civil, trabajó en el reclutamiento de voluntarios para el Ejército Popular de la República y como comisario político del arma de aviación. Al final de la guerra marchó al exilio en un periplo que lo llevó a Marsella, Orán, Casablanca y, finalmente, México.